# Rabbit Hole
Rabbit Hole er en amerikansk dramafilm fra 2010, instrueret af John Cameron Mitchell. Filmens rolleliste inkluderer Nicole Kidman, Aaron Eckhart, Dianne Wiest, Miles Teller og Sandra Oh, mens Kidman også er krediteret som producer. Filmen er baseret på teaterstykket af samme navn, som skildrer et ægtepar der har mistet deres barn i en ulykke. Kidman modtog hendes tredje Oscar-nominering for filmen.

## Medvirkende
- Nicole Kidman - Becca Corbett
- Aaron Eckhart - Howie Corbett
- Dianne Wiest - Nat, Becca's mother
- Miles Teller - Jason, the driver
- Tammy Blanchard - Izzy, Becca's sister
- Sandra Oh - Gabby
- Jon Tenney - Rick
- Stephen Mailer - Kevin
- Giancarlo Esposito - Auggie
- Rob Campbell - Bob